# 大薊
大薊茇（学名：Cirsium japonicum），又名南國小薊，为菊科蓟属的植物。别名蓟、山萝卜、地萝卜等。其种加词“japonicum”意为“日本的”。

## 形态
多年生直立草本，具有多数肉质圆锥根。全株有硬刺，密被白色软毛；叶子互生，羽状分裂，叶片具有不等长的浅裂和针刺，两面有长毛。头状花序顶生，初夏开紫红色花；长椭圆形稍扁的瘦果。

## 分布
分布于朝鲜、日本、台湾以及中国大陆的江苏、河北、山东、陕西、江西、云南、湖南、福建、湖北、贵州、广西、广东、四川、浙江等地，生长于海拔400米至2,100米的地区，一般生于荒地、草地、山坡林中、路旁、灌丛中、田间、林缘及溪旁。有人工栽培作药用。

## 异名

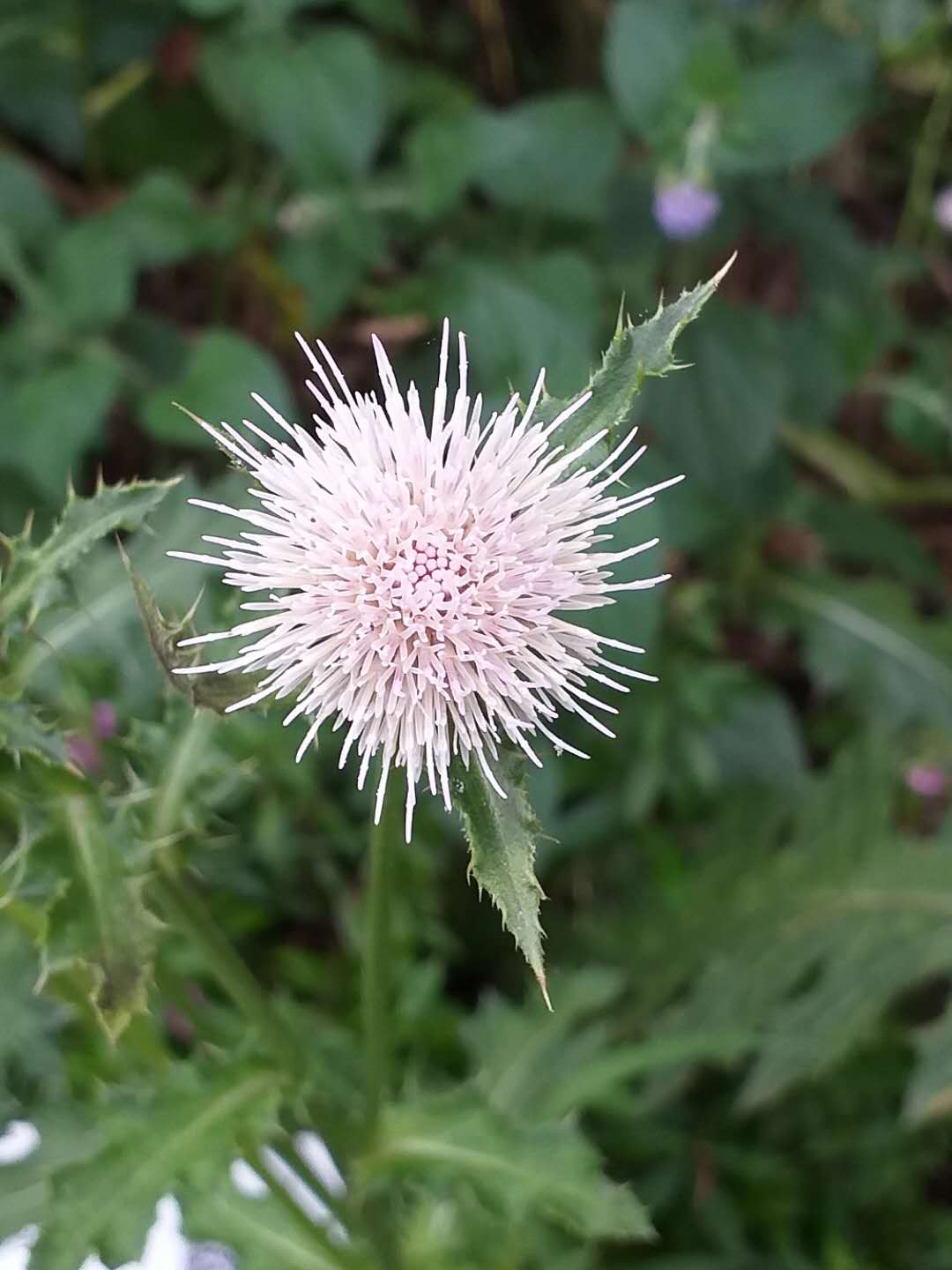
白花小薊, Cirsium japonicum var. takaoense. 台灣原生。

- Cirsium japonicum Fisch. ex DC. var. australe Kitamura
- Cirsium japonicum Fisch. ex DC. var. takaoense Kitamura

## 药用
蓟的地上部分或根可入药，也称“大蓟”。性凉、味甘苦，功能凉血止血、散瘀消痈，主治吐血、衄血、便血、尿血、创伤出血等症。

## 圖片

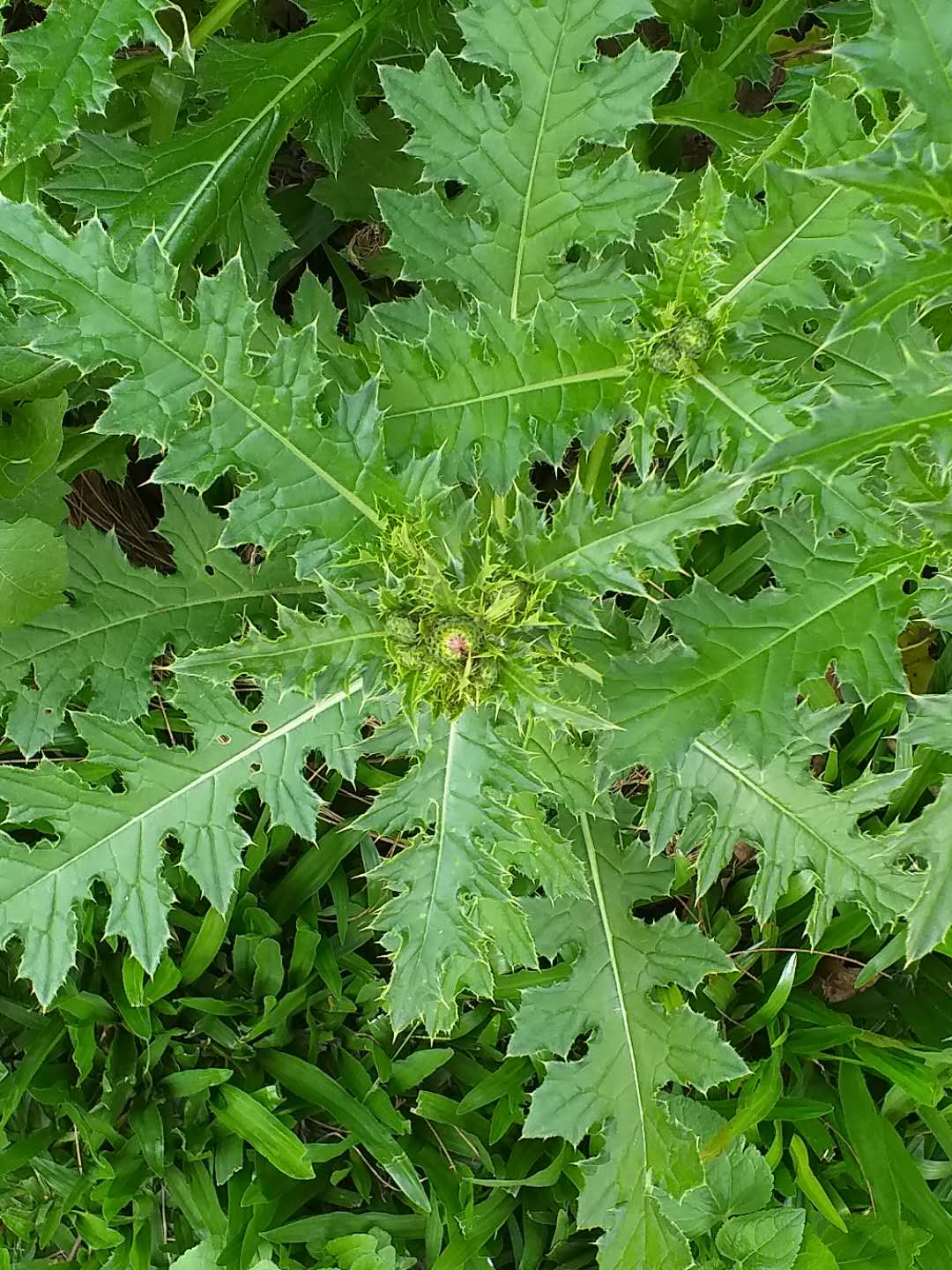
白花小薊葉子結構。2018台中花博，台灣
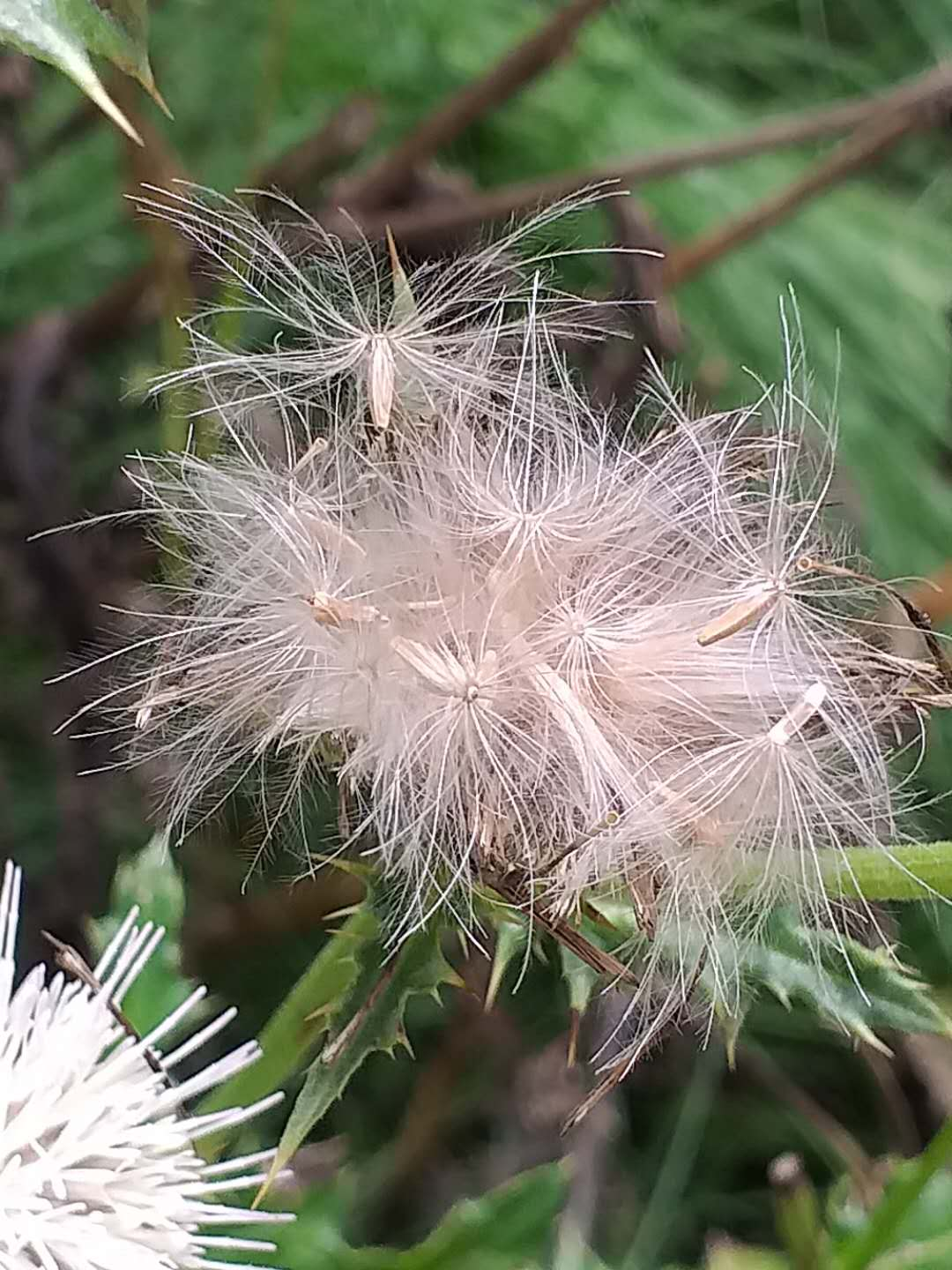
白花小薊冠毛瘦果。2018台中花博，台灣
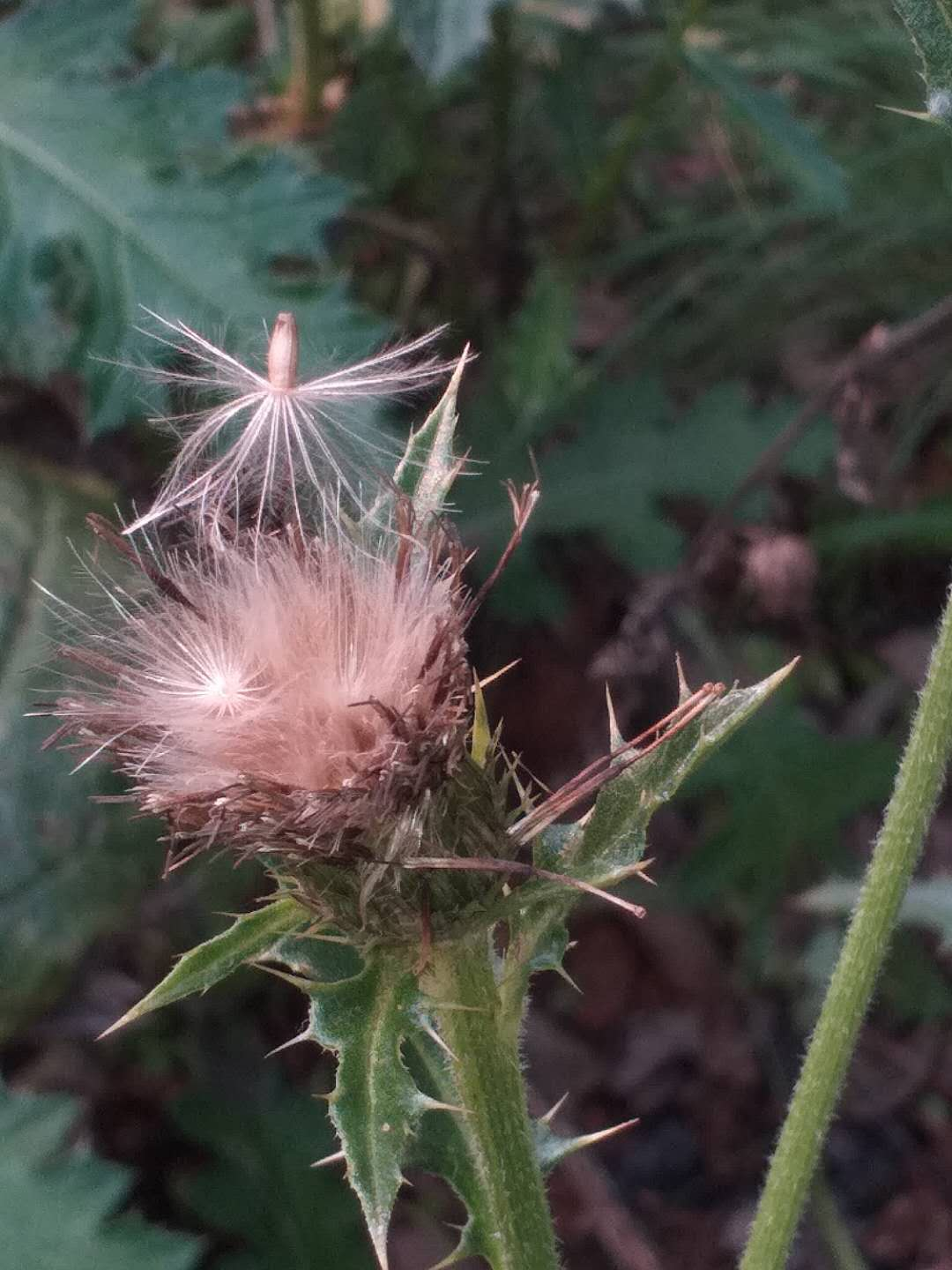
白花小薊冠毛瘦果。2018台中花博，台灣

## 延伸阅读
[在维基数据编辑]
 《植物名實圖考·大薊》，出自吳其濬《植物名實圖考》